# Oak Grove (hrabstwo Dodge)
Oak Grove – miasto w Stanach Zjednoczonych, w stanie Wisconsin, w hrabstwie Dodge.